# Iridescent
Iridescent – ballada rockowa amerykańskiego zespołu nu metalowego Linkin Park wydana jako czwarty singel z ich czwartego albumu studyjnego, A Thousand Suns. Został wydany 27 maja 2011. Jest to również kolejny (po Shadow of the Day) utwór, podczas którego nagrywania Chester Bennington prawdopodobnie użył gitary (zarówno w studiu, jak i na koncertach).

## Lista utworów
1. „Iridescent” – 3:59
2. „New Divide” – 4:29
3. „What I’ve Done” – 3:27

## Twórcy
- Chester Bennington – wokale, gitara rytmiczna
- Mike Shinoda – wokale, pianino, syntezator, sampler
- Dave „Phoenix” Farrell – gitara basowa, chórki
- Brad Delson – gitara solowa, chórki
- Joe Hahn – turntablizm, miksowanie, sampler, chórki
- Rob Bourdon – perkusja, chórki

## Listy przebojów
| Lista przebojów (2011) | Pozycja |
| ---------------------- | ------- |
| ARIA Charts            | 39      |
| Ö3 Austria Top 40      | 52      |
| Media Control Charts   | 46      |
| Schweizer Hitparade    | 69      |
| UK Singles Chart       | 93      |